# Scandinavian Airlines Connect
Scandinavian Airlines Connect, eller SAS Connect, tidigare SAS Ireland, är ett helägt dotterbolag till Scandinavian Airlines. Bolaget flyger endast produktion åt sitt moderbolag SAS. SAS Connect har sitt operativa huvudkontor i Dublin och flyger från baser på Köpenhamn-Kastrup, Stockholm-Arlanda och London-Heathrow. (Se även SAS Group.)

## Historia
SAS grundade sitt dotterbolag Scandinavian Airlines Ireland Ltd (SAIL), under första halvan av 2017 och förväntade sig driftstart den 1 november 2017. Från början skulle bolaget utrustas med nio fabriksnya Airbus A320neo och flyga fem av dem från London-Heathrow och resterande fyra från Málaga-Costa del Sols flygplats från och med våren 2018. SAS tanke var att ersätta flygplan flugna av dem själva med billigare produktion där piloter och kabinbesättningar togs in från bemanningsbolag från utlandet.
På grund av leveransförseningar skedde starten först i december 2017. Den första flygningen flögs den 20 december 2017 från Köpenhamn till London Heathrow.
Efter den kraftiga neddragningen av SAS verksamhet i samband Covid-19-pandemins utbrott avvecklades basen i Malaga i april 2020.
Hösten 2021 meddelades att SAS Ireland skulle byta namn till SAS Connect och att systerbolaget SAS Link skulle skapas. Som en del av förändringen skulle SAS Connect även börja flyga från baser i Skandinavien som en del av SAS kostnadsbesparing, inledningsvis från Köpenhamns flygplats i början av 2022, följt av Arlanda några månader senare under 2022.

## Flotta

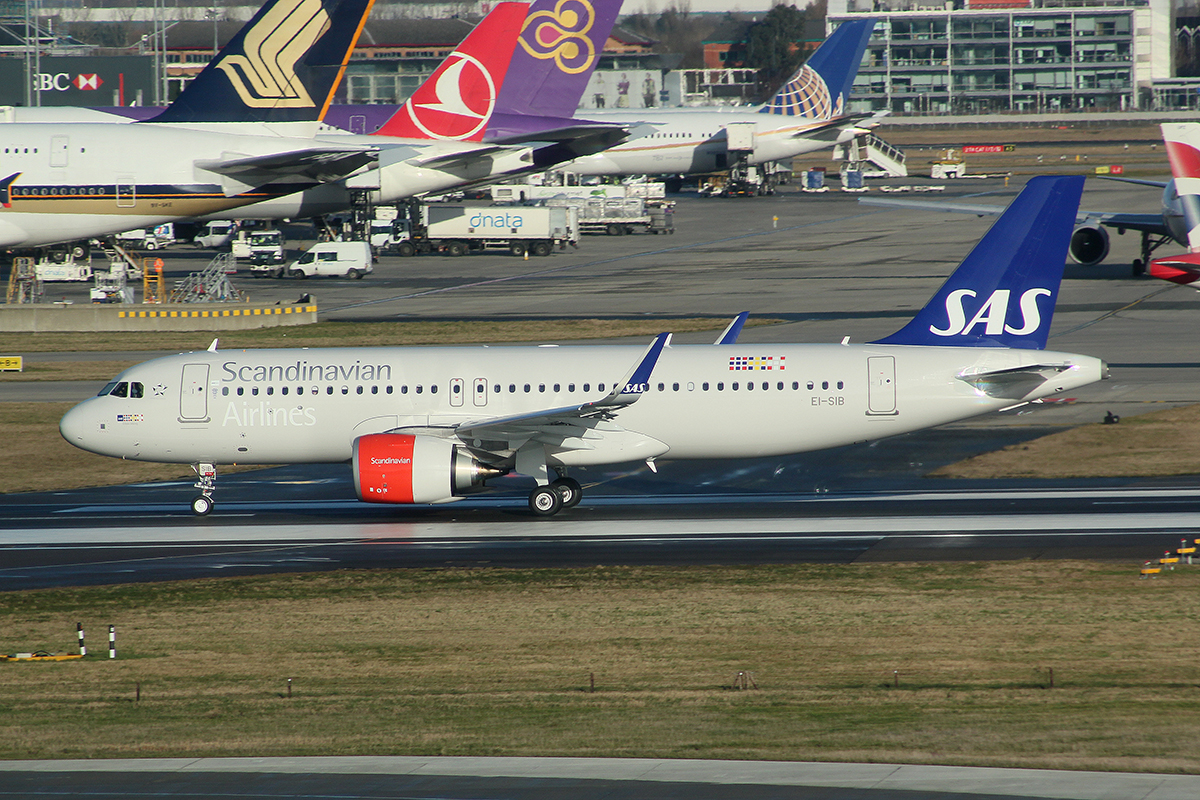
En Airbus A320neo tillhörande SAS Connect.

Bolagets flotta bestod i april 2023 av följande flygplan:
| Flygplanstyp   | Antal | Beställningar | Passagerare | Noter                            |
| -------------- | ----- | ------------- | ----------- | -------------------------------- |
| Airbus A320neo | 24    | 2             | 180         | Flygs för Scandinavian Airlines. |
| Totalt         | 24    |               |             |                                  |

## Kritik
Inrättandet av det nya flygbolaget orsakade kritik från det svenska pilotfacket som uttryckte sitt missnöje med den nya operativa strukturen. De var av åsikten att det nya flygbolaget bröt mot gällande kollektivavtal och att det var märkligt att det kunde ske utan reaktioner i skandinaviska medier.  Den svenska kabinpersonalens fackförbund Unionen kritiserade också det nya företaget och anklagade SAS för att ha etablerat flygbolaget för att "slippa ge anständiga löner" till sin kabinpersonal. 
Vänsterpartiets partiledare Jonas Sjöstedt uttryckte i en intervju att den svenska regeringen borde stoppa etableringen av det nya flygbolaget, men ansvarig minister för ägandefrågor, Mikael Damberg meddelade att "det är inte en fråga för ägare om bolaget beslutar att öppna baser utomlands". 